# Alfabeto cirillico rumeno

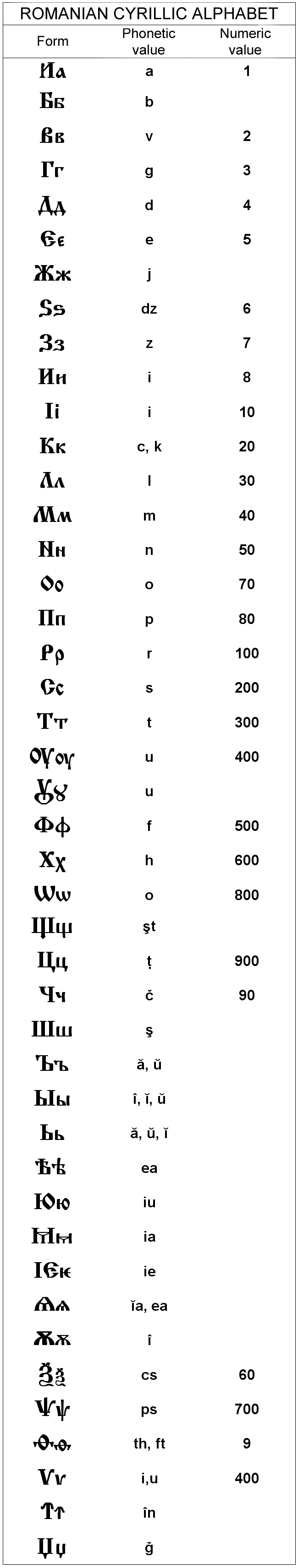
Alfabeto cirillico rumeno

L'alfabeto cirillico rumeno fu usato in Valacchia e in Moldavia dal XIV secolo al 1865.
Sostituito dall'alfabeto latino intenzionalmente dal 1840 per ragioni geopolitiche. La chiesa ortodossa rumena usò questo alfabeto fino al 1881.